# 自由 (報紙)
自由（匈牙利語：Szabadság）是在羅馬尼亞克盧日-納波卡（Kolozsvár）出版的匈牙利語當地日報。 它的平均發行量約為每天7,000－8,000份，讀者人數高達40,000人。

## 網絡
在紐約匈牙利人權基金會（HHRF）的幫助下， Róbert Schwartz於1995年3月15日在萬維網上為 自由創建了自己的HTML站點，託管在紐約匈牙利人權基金會服務器上。這是第一個出現在互聯網上的帶有.ro網域的日報，也是第一個匈牙利語日報，以這種形式保存到2007年11月。後來，該網站變成了一個新聞門戶。